# Szatmári Újság
Szatmári Újság – Szatmárnémetiben megjelent politikai napilap. Első száma 1929. november 24-én, az utolsó 1935. március 9-én jelent meg. Felelős, ill. főszerkesztője Manyák Károly volt, főmunkatársa 1933-tól Figus Albert. Folytatását Manyák József szerkesztette, Újság címmel 1937. október 2-ig jelent meg.